# Куриловка (Хмельницкая область)
Куриловка (укр. Курилівка) — село в Волочисском районе Хмельницкой области Украины.
Население по переписи 2001 года составляло 653 человека. Почтовый индекс — 31213. Телефонный код — 3845. Занимает площадь 2,78 км². Код КОАТУУ — 6820984101.

## Местный совет
31213, Хмельницкая обл., Волочисский р-н, с. Куриловка